# Berthoud (mets)
Pour les articles homonymes, voir Berthoud (homonymie).

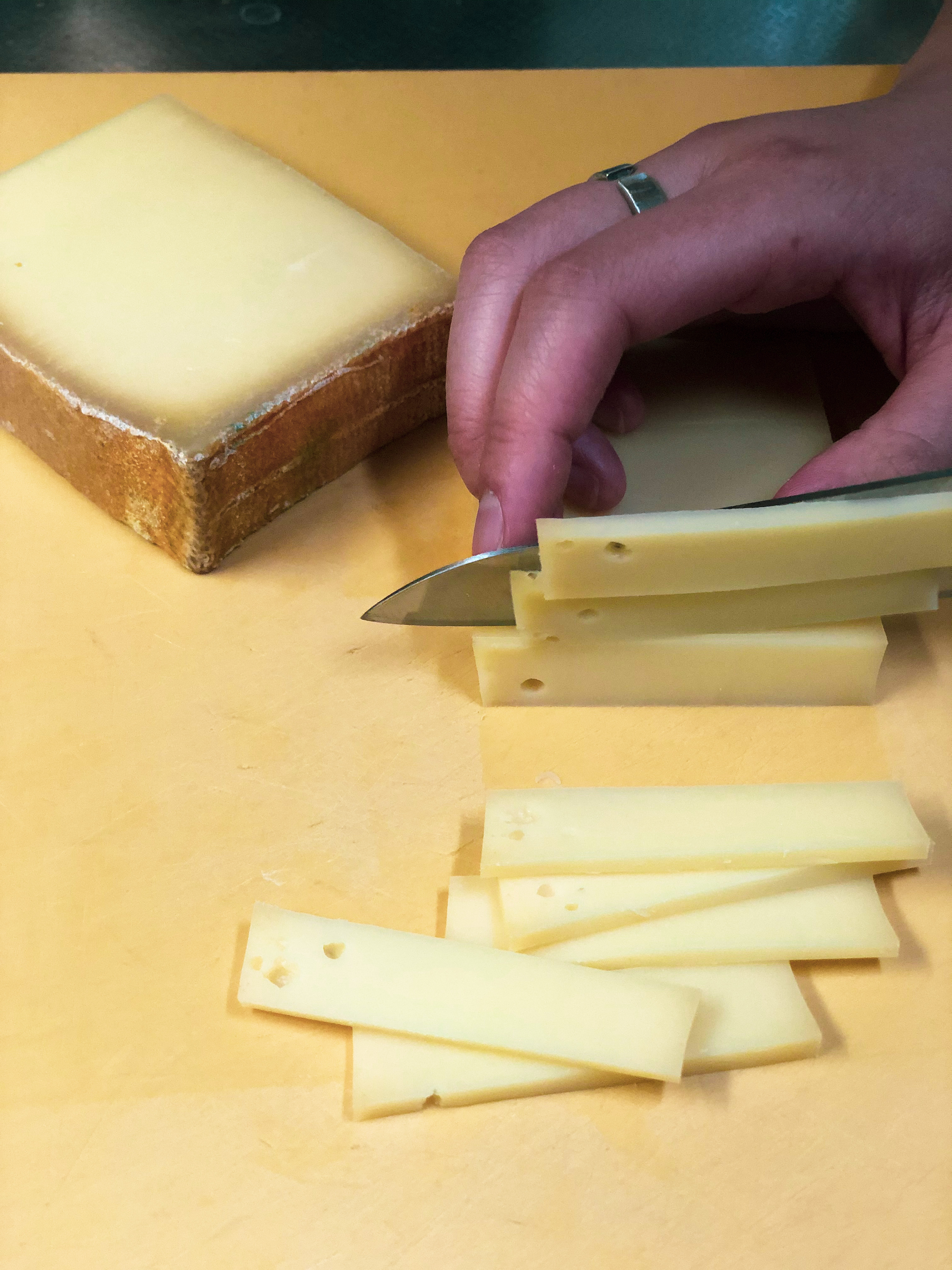
Préparation du fromage d'Abondance.

Le berthoud est une recette traditionnelle haut-savoyarde à base de fromage abondance AOP. Elle est originaire de la région du Chablais (nord de la Haute-Savoie).
Depuis le 6 septembre 2020, ce produit est protégé en tant que spécialité traditionnelle garantie, qui est un label de qualité, et la dénomination du label, ou son sigle « STG », doivent être apposés après sa mention, par exemple sur les menus des restaurants qui le produisent, indiquant qu'ils s'engagent à suivre la recette labellisée.

## Historique
Le berthoud nait au début du XXe siècle, au Cercle républicain, bistrot à Concise (à Thonon-les-Bains), qui est alors tenu par une famille Berthoud, originaire de la commune d’Abondance, en vallée d’Abondance. Les clients s'y restaurent d'un plat constitué de fromage abondance fondu, avec ail, vin blanc, poivre et muscade. Il prend alors le nom de la famille qui le prépare.
Le plat est aussi parfois surnommé « berthade »[réf. nécessaire].

## Ingrédients et préparation
Le berthoud est un plat servi dans une coupelle individuelle en porcelaine. La recette qui suit est (nécessairement, STG oblige) celle décrite dans le règlement européen de sa labellisation,.

### Ingrédients
- 180 g de fromage abondance AOP (sans la croûte) ;
- 3 à 4 cl de vin blanc de Savoie AOP ;
- 1 à 2 cl de madère ou de porto, en AOP ;
- ail ;
- poivre du moulin ;
- 1 pincée de noix de muscade (facultative).

### Préparation
1. Frotter la coupelle avec une gousse d'ail.
2. Enlever la croûte du fromage abondance et le râper ou le découper en fines lamelles puis le disposer dans la coupelle.
3. Arroser de vin blanc de Savoie, et de madère ou de porto.
4. Muscader éventuellement.
5. Poivrer généreusement.
6. Cuire et gratiner au four (entre 180 et 200 °C) pendant 10 à 15 minutes, afin d'obtenir une croûte bien dorée.
7. Servir chaud avec du pain. Accompagner également de pommes de terre cuites dans leur peau, d'une salade verte, de charcuterie, et d'un vin blanc de Savoie.

## Protection en tant que «spécialité traditionnelle garantie»
La Spécialité traditionnelle garantie, sigle « STG », est un label de qualité défini au niveau de l'Union européenne. L'usage de sa dénomination signe officiellement, et donc protège, un mode de production ou une recette traditionnelle. Elle relève d’un savoir-faire, d’une pratique ancienne, régionale ou locale. Effective à l’échelle de l’Union Européenne, elle n’est pas liée à une zone géographique, contrairement à l’AOP ou l’IGP, mais protège une méthode d’élaboration qui peut être reproduite dans n’importe quel pays européen du moment que les règles inscrites dans le cahier des charges sont respectées.
Pour le berthoud, la labellisation en STG permet de protéger le nom de la recette, la nature et les quantités des ingrédients utilisés, le matériau et les dimensions du récipient (la « coupelle à berthoud ») ainsi que la réalisation de la recette.
C’est une protection forte car tout opérateur souhaitant proposer du berthoud dans son établissement et utiliser la dénomination « berthoud » doit respecter les règles de la STG Berthoud et se soumettre à des contrôles.
Officielle depuis le 6 septembre 2020, la STG Berthoud devient la 2e STG française après la labellisation « moules de bouchot » en 2013, et la 1re STG culinaire.

## Le syndicat interprofessionnel du berthoud
En France, comme pour toutes les filières bénéficiant d'un label de qualité, un organisme de défense et de gestion est créé afin de gérer et animer la filière. Le syndicat interprofessionnel du berthoud (SIB) l'est en avril 2019,, et il est désormais l’organisme officiel chargé de la filière STG Berthoud.
En tant qu’organisme de défense et de gestion reconnu par l'INAO, le SIB doit assurer différentes missions[réf. nécessaire] :
- la protection de la STG Berthoud et la lutte contre les usurpations ;
- le contrôle du respect du cahier des charges de la STG ;
- la promotion de la STG Berthoud et de ses adhérents.